# C45 (Namibië)
De C45 is een secundaire weg in het noorden van Namibië. De weg loopt van Oshakati naar Oshikango. In Oshikango sluit de weg aan op de B1 naar Windhoek en Lubango en op de B10 naar Rundu.
De C45 is 30 kilometer lang en loopt door de regio's Ohangwena en Oshana.

## Geschiedenis
Oorspronkelijk liep de C45 verder naar Rundu. Daardoor was de weg bijna 450 kilometer lang. In juli 2010 werd dit deel van de weg een hoofdweg met het nummer B10. Alleen de meest westelijke 30 kilometer van de C45 behielden hun wegnummer.